# Diores tavetae
Diores tavetae är en spindelart som beskrevs av Lucien Berland 1920. Diores tavetae ingår i släktet Diores och familjen Zodariidae.
Artens utbredningsområde är Kenya. Inga underarter finns listade i Catalogue of Life.